# Fabienne Fischer
Fabienne Fischer, née le 28 septembre 1961 en Zambie (originaire du Grand-Saconnex), est une femme politique genevoise, membre des Verts. 
Elle est conseillère d'État du canton de Genève du 29 avril 2021 au 31 mai 2023, à la tête du département de l'économie et de l'emploi.

## Biographie
Originaire du Grand-Saconnex, Fabienne Fischer naît et vit ses deux premières années en Zambie (alors colonie britannique), avec ses parents et ses deux frères. Engagés dans l’Église protestante, ses parents défendent l’autodétermination des peuples et l’œcuménisme. Sa mère, Nicole Fischer, a été présidente de l’Église protestante de Genève (la première femme à ce poste), et son père, Jean Fischer, secrétaire général de la Conférence des Églises européennes. La famille revient ensuite à Genève, où Fabienne Fischer effectue sa scolarité au Grand-Saconnex.
En 1985, alors qu'elle est étudiante à l'Université de Genève, Fabienne Fischer préside la Commission des bourses de l’Union nationale des étudiants de Suisse. Elle obtient un master en histoire en 1987, puis devient enseignante en sciences humaines de 1987 à 2003 au collège Rousseau.  
Elle se lance ensuite dans de nouvelles études et obtient un master en droit en 2002, toujours à Genève, puis son brevet d'avocate en 2005,. Elle est spécialisée en droit administratif, droit du travail, droit de la famille et en règlement à l'amiable des litiges. En 2013, elle devient associée de l'étude BM.

## Parcours politique
Fabienne Fischer est membre des Verts depuis 2007. Élue conseillère municipale en Ville de Genève en 2011, elle démissionne en 2012 pour se consacrer à son métier d'avocate. En 2021, elle est membre du bureau cantonal des Verts et coprésidente de la section de Lancy.
Elle est membre du conseil d’administration de l’aéroport de Genève de 2012 à 2018, puis de celui de l’Hospice général.
Fabienne Fischer remporte les élections du 28 mars 2021 pour le Conseil d’État genevois avec 47 507 voix (41,82 %), devant le conseiller d’État démissionnaire Pierre Maudet (38 184), Delphine Bachmann du PDC (15 408) et Yves Nidegger de l'UDC (12 485). Elle prête serment le 29 avril 2021 devant le Grand Conseil et prend la tête du département de l'économie et de l'emploi.
En février 2022, elle engage la journaliste Esther Mamarbachi comme secrétaire générale adjointe chargée de la communication.
Elle n'est pas réélue le 30 avril 2023 au Conseil d'État, qui bascule à droite, arrivant à la huitième position de l'ensemble des candidats au second tour, juste derrière la candidate socialiste élue Carole-Anne Kast (47 104 voix contre 47 956).
Elle fait l'objet en août 2023 d'une dénonciation pénale par le député du Mouvement citoyens genevois au Grand Conseil Daniel Sormanni « pour gestion déloyale des intérêts publics ». Celui-ci l'accuse d'avoir « indûment utilisé le temps de travail de trois collaborateurs de son département pour sa campagne électorale », ce que « conteste totalement » l'intéressée selon son avocat Robert Cramer, qui estime qu'il s'agit « des tâches habituelles des collaborateurs d'un département, notamment en fin de législature »,,,. Une commission du Grand Conseil se saisit de l'affaire à la fin du mois. Son rapport, rendu en juin 2024 et fermement contesté par l'intéressée, « confirme l'essentiel des soupçons » en apportant de nouveaux éléments tels que des engagements ne respectant pas les procédures et des mandats obtenus par le mari de l'élue verte pour des associations dont il est proche. Dans un commentaire paru dans Le Temps, le journaliste Marc Guéniat souligne les fautes et les maladresses « indiscutables » de la magistrate (« Népotisme, mélange des genres, subvention déguisée en mandat »), tout en dénonçant « une dose tout aussi indiscutable d'hypocrisie », estimant vain de « distinguer l'action du magistrat de celle [de ses] offices ».

### Action politique au Conseil d'État
Lors d'une présentation de son bilan à la tête de son département un an après sa prise de fonction, elle déclare vouloir accompagner les entreprises « pour qu'elles intègrent la circularité dans leur production [...] et renoncent aux énergies fossiles ». Ce programme est toutefois jugé « très conceptuel » par un article du Temps et « trop idéologique » par les milieux économiques.
Elle essuie des critiques en mars 2022 pour l'échec de l'une de ses mesures phare, une aide complémentaire pour les personnes au chômage partiel en raison de la pandémie de COVID-19 dont le revenu tombe sous le salaire minimum cantonal,,. Relayant une mesure fédérale ayant pris fin en juin 2021, cette aide n'est en effet quasiment pas demandée. Elle engrange cependant aussi des succès dans le domaine du chômage, notamment avec son projet destiné aux seniors, grâce auquel 35 % des participants ont retrouvé un emploi dans les trois mois, et la mise en place d'un système d'alerte par minimessage téléphonique et courrier électronique permettant d'éviter des sanctions en cas de retards ou d'oublis.

## Vie privée
Mère de trois enfants, elle est en couple depuis le milieu des années 1980 avec le député genevois Jean Rossiaud, qui se retire de la vie politique après l'élection de Fabienne Fischer au gouvernement genevois pour éviter tout conflit d'intérêts. Le couple habite au Petit-Lancy. 
Son frère Thierry Fischer, est chef d'orchestre, tandis que son autre frère, Didier Fischer, est vigneron et, en 2021, président par intérim du Genève-Servette Hockey Club.